# جمهوری مصر (۱۹۵۳–۱۹۵۸)
جمهوری مصر دولت رسمی مصر بعد از لغو سلطنت در سال ۱۹۵۳ تا زمان اتحاد مصر با سوریه و تشکیل جمهوری متحد عربی در سال ۱۹۵۸ بود. اعلامیه جمهوری به دنبال انقلاب ۱۹۵۲ مصر که به سقوط  فاروق یکم انجامید باعث ایجاد جمهوری شد، که در برابر بریتانیا ضعیف بود و دلیل شکست در جنگ عرب‌ها و اسرائیل (۱۹۴۸) بود.

## تقسیمات کشوری ۱۹۵۳ مصر
کشور مصر به ۲۷ استان بخش می‌شد:
۱- استان دقهلیه
۲- استان بحر الاحمر
۳- استان بحیره
۴- استان فیوم
۵- استان غربیه
۶- استان اسکندریه
۷- استان اسماعیلیه
۸- استان اقصر
۹- استان جیزه
۱۰- استان منوفیه
۱۱- استان منیا
۱۲- استان قاهره
۱۳- استان قلیوبیه
۱۴- استان وادی‌الجدید
۱۵- استان شرقیه
۱۶- استان سوئز
۱۷- استان اسوان
۱۸- استان اسیوط
۱۹- استان بنی‌سویف
۲۰- استان پورت‌سعید
۲۱- استان دمیاط
۲۲- استان سینای جنوبی
۲۳- استان کفر الشیخ
۲۴- استان مطروح
۲۵- استان قنا
۲۶- استان سینای شمالی
۲۷- استان سوهاج